# Lac del Volcán
Ne doit pas être confondu avec Lac Volcán.
Le lac del Volcán est un lac d'origine glaciaire situé en Argentine, en Patagonie, dans le département de Río Chico de la province de Santa Cruz. 
Il ne faut pas le confondre avec le lac Volcán qui, situé dans la même région, se trouve au nord du lac Belgrano, à plus de 20 kilomètres au nord-est.

## Géographie
Le lac del Volcán se trouve au sein du parc national Perito Moreno.
Il est situé à moins de 500 mètres au nord-ouest du bras ouest du lac Nansen et à proximité immédiate de la frontière argentino-chilienne. Il se trouve dans une cuvette d'origine glaciaire qu'il partage avec ce bras nord-ouest du lac Nansen et dont il occupe la zone amont. Il s'allonge du nord-ouest vers le sud-est sur quelque 1,6 kilomètre.
Le lac est d'un accès difficile. Le climat de la zone étant très humide, et les précipitations abondantes, ses rives sont couvertes d'une dense forêt de type valdivien encore presque vierge. 

## Hydrologie
Le lac del Volcán fait partie du bassin versant du río Pascua qui se jette au Chili dans l'Océan Pacifique. 
Il s'intègre dans une chaîne de lacs glaciaires andins. Son court émissaire prend naissance à son extrémité sud-est et se jette dans le lac Nansen. Ce dernier déverse ses eaux dans le río Carrera qui se jette dans le río Mayer peu avant son franchissement de la frontière chilienne.
Au Chili, le río Mayer se jette dans un des bras du lac San Martín/O'Higgins. Enfin les eaux de cette chaîne lacustre se retrouvent dans l'émissaire de ce dernier lac, le río Pascua.